# Степанос Рошка
Степанос Рошка (арм.  Ստեփանոս Ռոշքա, пол. Stefano Roska; 12 августа 1670, Каменец — 31 октября 1739, Станислав) — армянский писатель и церковно-культурный деятель, епископ армяно-католический церкви. Автор философско-богословских, исторических и лингвистических трудов. Именовался также Рошкян, Степанян (по имени отца, которого также звали Степанос), Каменаци, Лехаци (т. е. Польский).

## Жизнь и деятельность

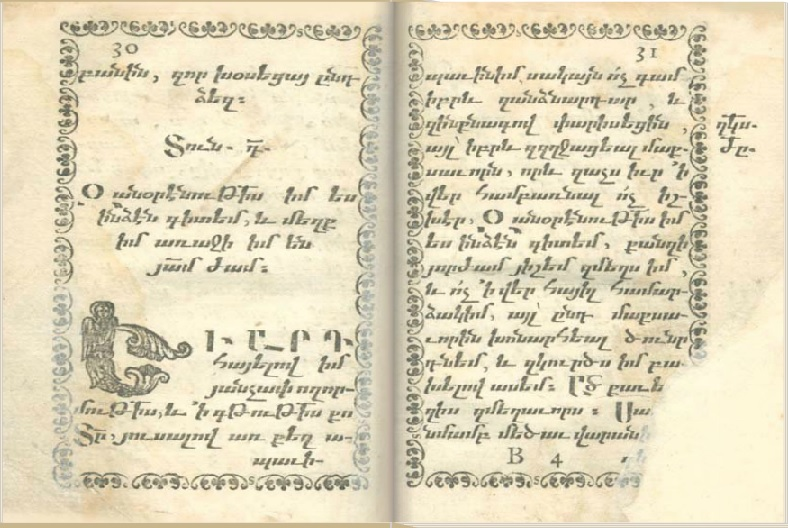
Страница из «Двери милости Божьей». Венеция, 1702 год

Родился в 1670 году в Каменеце, в семье армянского священника, там же получил начальное образование. Продолжает обучение в Львове, в 1690 году уезжает в Рим. Через год поступает в Урбанианский университет, после окончания которого в 1700 году получает степень доктора философских и богословских наук и становится католическим священником. В 1700 году встретился в Риме с Исраэлом Ори и его соратником Минасом вардапетом. По просьбе Ори Степанос переводит с армянского на латинский адресованное Папе Римскому письмо сюнийских меликов. Был знаком и с другими деятелями армянской освободительной борьбы — Хачатуром Ерзнкаци, Нерсесом Ереванци, Степаносом Шехриманяном, Товма Ванандеци, а также с основателем армяно-католического монашеского ордена Мхитаром Себастаци. Из Рима уезжает в Константинополь, в 1701 году возвращается в Польшу. Занимает здесь высокие церковные должности — был деканом церквей Подолии  и Покутии. В 1713 году становится епископом армяно-католической общины Каменеца, в 1715 — заместителем главы всей армянской общины Польши. Это был сложный период для армян Галиции и Трансильвании, которые, принимая католицизм, быстро ассимилировались с местным населением. Рошка развел широкую культурную деятельность, пытаясь укрепить у армян-католиков чувство национальной идентичности и их принадлежности к армянскому языку. К ассимилированным армянам относился критически, считая, что «их судьба уже решена». Создавал культурно-национальные организации в Каменеце, Львове и Станиславе, устанавливал уставы для армянских общин Польши. 
Владел армянским, польским, латинским, греческим и итальянским языками. Оставил богатое научно-литературное наследие, в котором особое место занимает его армяно-латинский словарь. Большинство трудов, включая словарь, остаются неизданными. Долгое время существовало мнение, что его авторству принадлежит и сохранившийся в одной рукописи армяно-польский словарь, однако в 1960-х годах польскими востоковедами было установлено, что словарь составлен значительно позже, в середине XIX века, и автором его является С. Мошоро, который использовал как основу для своей работы армяно-латинский словарь Рошки.

## Труды
- «Книга философии» (арм. Փիլիսոփայութեան գիրք) или «Введение в аристотелеву философию» (арм. Ներածութիւն ի բովանդակ փիլիսոփայութեան Արիստոտէլի)
- «Логика» (арм. Տրամաբանութիւն)

Написана в качестве второй части «Книги философии».

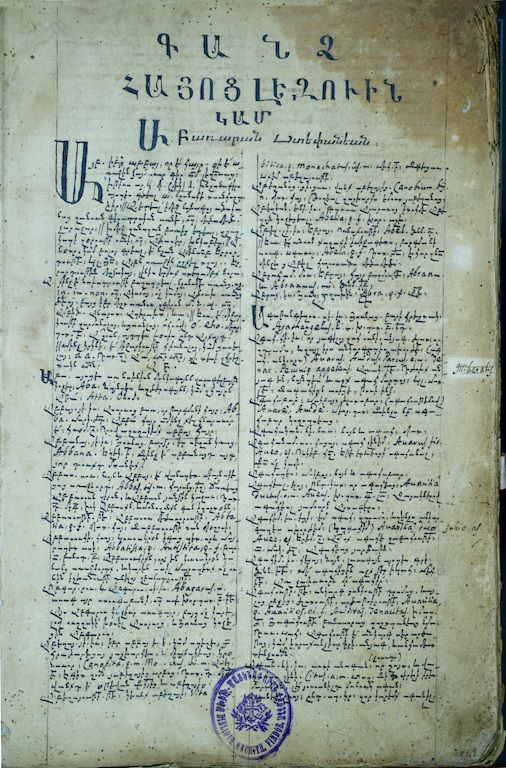
Страница из «Сокровищницы армянского языка или Степанского словаря»

- «Нравственное богословие» (арм. Բարոյական աստւածաբանութիւն) или «Школьное богословие» (арм. Աստուածաբանութիւն դպրոցական»)

В двух томах. Написан в 1725 году.
- «Армянский Маштоц» (арм. Մաշտոց հայոց)
- «Грамматика армянского языка» (арм. Քերականութիւն հայոց լեզվին)

Закончен в 1718 году.
- «Биография армянских епископов Польши» (арм. Կենսագրութիւն հայոց եպիսկոպոսաց ի Լեհս)
- «Хроника или церковная летопись» (арм. Ժամանակագրութիւն կամ տարեկանք եկեղեցականք)

Написан в 1736—1739 годах. Издан в 1964 году усилиями А. Воскяна. Представляет собой хронику Римско-католической церкви, включая историю армяно-католических отношений и взгляд Католической церкви на армянскую «ересь». Начинается с рождения Христа, последняя запись относится к 1739 году. Записи для каждого года начинаются упоминанием правящих в этот год Римского папы, императора (Римского, позже Священного Римского), армянского католикоса и армянского царя), затем содержит информацию о церковных отношениях и политической ситуации. Особенно подробно рассказывается о жизни армян Польши. Чувствуется стремление писать общую историю единой христианской церкви. Единственный рукописный экземпляр хранится в библиотеке Венских мхитаристов.
- «Сокровищница армянского языка или Степанский словарь» (арм. Գանձ հայոց լեզուի կամ բառարան Ստեփանյան)

Армяно-латинский и латино-армянский словарь, причем примерно три четверти книги занимает армяно-латинская часть. Результат 33-летней работы Степаноса. Первый обширный труд по лексикону армянского языка, основанный на материале из первоисточников. Несмотря на переводной характер, носит признаки и толкового словаря. В армяно-латинской части после армянского слова упоминаются содержащие данное слово ранние первоисточники, приводятся перевод на латинский (с синонимами) и несколько примеров показывающих значение данного слова. Латино-армянская часть содержит только переводы латинских слов на армянский.

Сохранился в восьми рукописных экземплярах. В словаре встречаются множество слов (около 4500—5000), которые не вошли даже в «Новый словарь армянского языка» . Крайне недостоверен в этимологических вопросах.
Стапанос написал также книгу «О ереси» (арм. Յաղագս հերետիկոսութեանց), которая пока не обнаружена. Его авторству принадлежат и переводы с латинского на армянский нескольких богословских книг, среди которых особо значимы «Истолкование христианского учения» Роберто Беллармина и «Дверь милости Божьей» (издан в 1702 году, в Венеции). Рукописи сочинений Рошки хранятся в Венеции, Вене, Ливане, Ватикане и Кракове.

## Комментарии
1. ↑  Самуэл Мошоро, также Николай Мошоро — армянский епископ Могилёва в 1822—1854 годах.
2. ↑  Амазасп Воскян (01.07.1895, Хандадзор, Османская империя — 25.02.1968, Вена, Австрия) — армянский историк и филолог, член Венской конгрегации Мхитаристов.